# FK Slavija Istočno Sarajevo
Fudbalski klub Slavija bosanskohercegovački je nogometni klub iz Istočnog Sarajeva. Trenutačno se natječe u Prvoj ligi RS. Svoje utakmice kao domaćin igra na stadionu SRC Slavija.

## Povijest kluba

### Od osnutka do Drugog svjetskog rata
Povijest nogometa u Sarajevu počinje proljećem 1908. kada su Tuzlaci Stevo Jokanović, Fedor Lukač i Emil Najšul, ujedno i učenici sarajevske Realne gimnazije, posjetili Zagreb odakle su donijeli prvu loptu. U Sarajevu su osnovali tajni, neslužbeni sportski klub koji je kasnije dobio ime Srednješkolski sport klub. Prvobitno su trenirali u središnjem dijelu grada, blizu današnjeg Fiskulturnog doma. Kasnije se sele na Sarajevsko polje (današnja Čengić Vila). Prvi trener bio je Karl Harmer, koji je prethodne godine stekao svoj jedini nastup za austrijsku reprezentaciju. Harmer je tada obavljao svoju obaveznu vojnu službu. Budući da tada nije bilo drugih nogometnih klubova u Sarajevu, igrači kluba igrali su međusobno jedni protiv drugih. Prva službena utakmica odigrana je protiv austrijskih vojnika smještenih u Sarajevu. Kasnije su igrači kluba otputovali u Split gdje su igrali protiv ondašnjeg Hajduka. Neznajući ime protivnika, Splićani su u najavama utakmice nadjenuli klubu ime Osman. Domaćin je u prvoj utakmici dobio 4:1, a u drugoj je izgubio 1:2. Osman je 1912. igrao dvije prijateljske utakmice sa zagrebačkim HAŠK-om u Sarajevu. Osman je u prvom susretu pobijedio sa 6:4, dok je u drugom remizirao s 2:2. U narednom razdoblju dolazi do nastanka novih klubova u Sarajevu. Sarajevski Hrvati osnivaju SAŠK 1913. godine, muslimani Ahil, Židovi klubove Barkohba i Hakoah, dok Osman prvo mijenja ime u Srpski sport klub (SSK), a zatim 1921. u današnje ime Slavija. Slavija i SAŠK bili su veliki rivali.
Hazenaška sekcija osnovana je 1921.
Klupska boja 1932. bila je crveno-bijela, a adresa Jeftanovićeva palača.
Slavija i SAŠK bili su jedini klubovi Sarajevskog nogometnog podsaveza koji su se natjecali u međuratnom državnom prvenstvu. U sezoni 1935./36. Slavija je bila doprvak, a beogradski BSK prvak, dok je u sezoni 1939./40. Slavija bila treća, iza zagrebačkog Građanskog i BSK-a. Jedna od najpoznatijih Slavijinih utakmica je pobjeda nad mađarskim Ferencvárosem 1940. u Mitropa kupu, 3:0. Ferencváros je tada bio jedan od najboljih europskih klubova, a Mađarska viceprvak svijeta. Na uzvratnom susretu Slavija je izgubila rezultatom 11:1.
Posljednju utakmicu pred Drugi svjetski rat Slavija je odigrala 30. ožujka 1941. godine protiv BSK-a na stadionu na Marin Dvoru.
Klub je raspušten 1944. godine.

### Obnova rada kluba
Inicijativa o obnavljanju FK Slavija potekla je od dugogodišnjih sportskih radnika s područja Sarajeva, i to u jeku rata koji je počeo 1992. godine. Prvi predsjednik obnovljene Slavije bio je Veso Mandić, potpredsjednik Sretko Banjanin, treneri Nebojša Kovačević i Vlado Regoje, tajnik Dragan Savović, a svu dokumentaciju, akte i registraciju kluba uradio je Sretko Banjanin. 
Obnovljen je službeno 1993. godine pod imenom FK Slavija Srpsko Sarajevo.
Prvo gostovanje ekipe Slavije poslije obnove rada bilo je gostovanje kadeta koji su od 10. do 20. kolovoza 1995. boravili na fruškogorskom izletištu Testera. U listopadu 1996. odigrana je prva utakmica prvog tima u Loznici. FK Loznica, član Prve "B" lige SR Jugoslavije pobijedila je Slaviju 7:0.

### Sadašnjost
Sve omladinske selekcije natječu se u omladinskim ligama BiH. Živa je suradnja s klubovima iz Srbije, posebno Partizanom i Crvenom zvezdom. 
Godine 1997. raspuštena je kompletna ekipa i uprava se okrenula kadetima, nogometašima rođenim 1980. i 1981. godine, što se pokazalo ispravnim. 
Godine 2004. promijenio je ime u FK Slavija Istočno Sarajevo.
Slavija se od sezone  2004./05. do 2015./16. natjecala u Premijer ligi BiH. Najveći uspjeh kluba u posljeratnoj povijesti je drugo mjesto i osvajanje Kupa BiH u sezoni 2008./09. te igranje u Intertoto kupu 2007.

## Nastupi u Europi
| Sezona | Natjecanje    | Kolo        | Država | Klub                 | Rezultat  |
| ------ | ------------- | ----------- | ------ | -------------------- | --------- |
| 1940.  | Mitropa kup   | 1/4         |        | Ferencvárosi TC      | 3:0, 1:11 |
| 2007.  | Intertoto kup | 1. kolо     |        | UE Sant Julià        | 3:2, 3:2  |
| 2007.  | Intertoto kup | 2. kоlо     |        | Otelul Galati        | 0:0, 0:3  |
| 2009.  | Europska liga | 2. pretkolo |        | Aalborg Boldspilklub | 3:1, 0:0  |
| 2009.  | Europska liga | 3. pretkolo |        | MFK Košice           | 0:2, 1:3  |

## Poznati igrači
- Ratomir Dugonjić

## Unutrašnje poveznice
- FK Sarajevo (Istočno Sarajevo)
- FK Željezničar (Istočno Sarajevo)

## Vanjska poveznice
- Službene stranice FK Slavija